# Zenaida meloda
Zenaida meloda е вид птица от семейство Гълъбови (Columbidae).

## Разпространение
Видът е разпространен в Еквадор, Перу и Чили.